# Pietrar sur
Pietrarul sur (Oenanthe oenanthe) este o pasăre din categoria păsărilor-pietrar, din familia Muscicapidae. Anterior a fost clasificată ca membru al familiei sturzilor, Turdidae. Este cel mai răspândit membru al genului păsărilor pietrar Oenanthe în Europa și Asia de Nord și Centrală.

## Taxonomie și sistematică
Pietrarul sur a fost descris pentru prima dată oficial de naturalistul suedez Carl Linnaeus în 1758 în cea de-a zecea ediție a Systema Naturae ca Motacilla oenanthe. Specia este acum plasată în genul Oenanthe, care a fost introdus de ornitologul francez Louis Jean Pierre Vieillot în 1816. Numele genului, Oenanthe, este, de asemenea, numele unui gen de plante, și este derivat din grecescul ainos „vin” și anthos „floare”, de la parfumul florii. În cazul pietrarului, se referă la întoarcerea păsărilor primăvara în Grecia, când înflorește vița de vie înflorește.
Cele patru subspecii general acceptate ale pietrarului sur sunt următoarele:
- O. o. leucorhoa (Gmelin, JF, 1789) – nord-estul Canadei, Groenlanda și Islanda
- O. o. oenanthe (Linnaeus, 1758) – nordul și centrul Europei prin nordul Asiei până la estul Siberiei și nord-vestul Americii de Nord
- O. o. libanotica (Hemprich & Ehrenberg, 1833) – sudul Europei prin Orientul Mijlociu și sud-vestul Asiei până în Mongolia și nord-vestul Chinei
- O. o. seebohmi (Dixon, 1882) – nord-vestul Africii

## Descriere

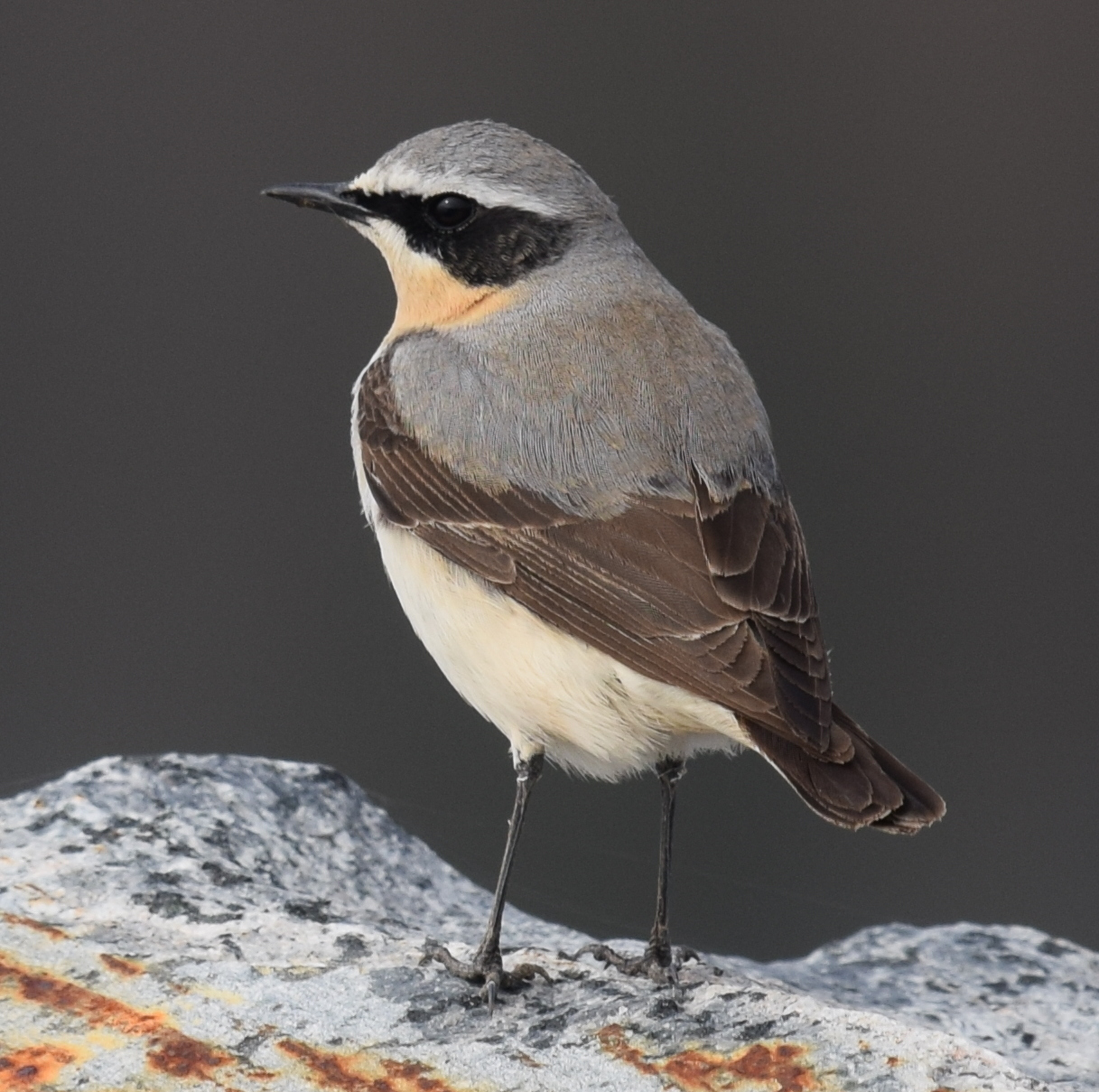
Oenanthe oenanthe

Pietrarul sur este mai mare decât măcăleandrul european, cu o lungime de 14,5-16 cm. Pietrarul sur are, de asemenea, o anvergură a aripilor de 26–32 cm și cântărește 17-30 g. Ambele sexe au o crupă și o coadă albe, cu un model în T inversat negru la capătul cozii.
Penajul de vară al masculului are părțile superioare cenușii, sprânceana este albă sau gălbui-deschis, prezintă o mască neagră pe ochi,aripi negre iar gușa și pieptul sunt roz-gălbui. Toamna, masculul seamănă cu femela în afară de aripile negre. Femela este maro pal deasupra și mai jos, cu aripi maro închis. 
Masculul are un cântec șuierător, trosnitor. Sunetul său este un fluierat constant, hiit.

## Relația cu oamenii
În secolele al XVIII-lea și al XIX-lea, pietrarul era considerat o delicatesă în Anglia, era numit și „ortolanul englez”, iar ciobanii din Sussex și-au suplimentat veniturile vânzând păsările pe care le prindeau în capcane.

## Galerie

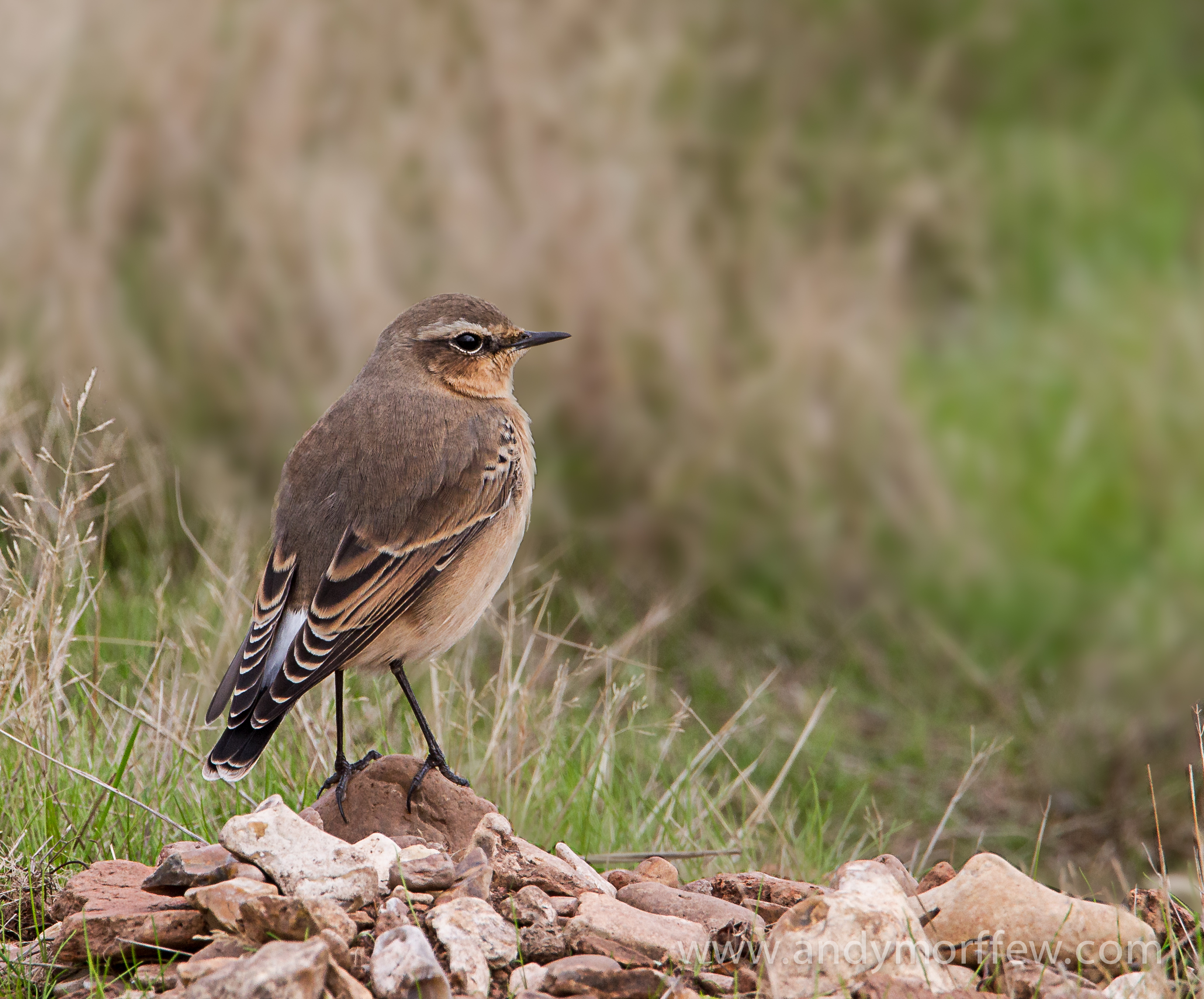
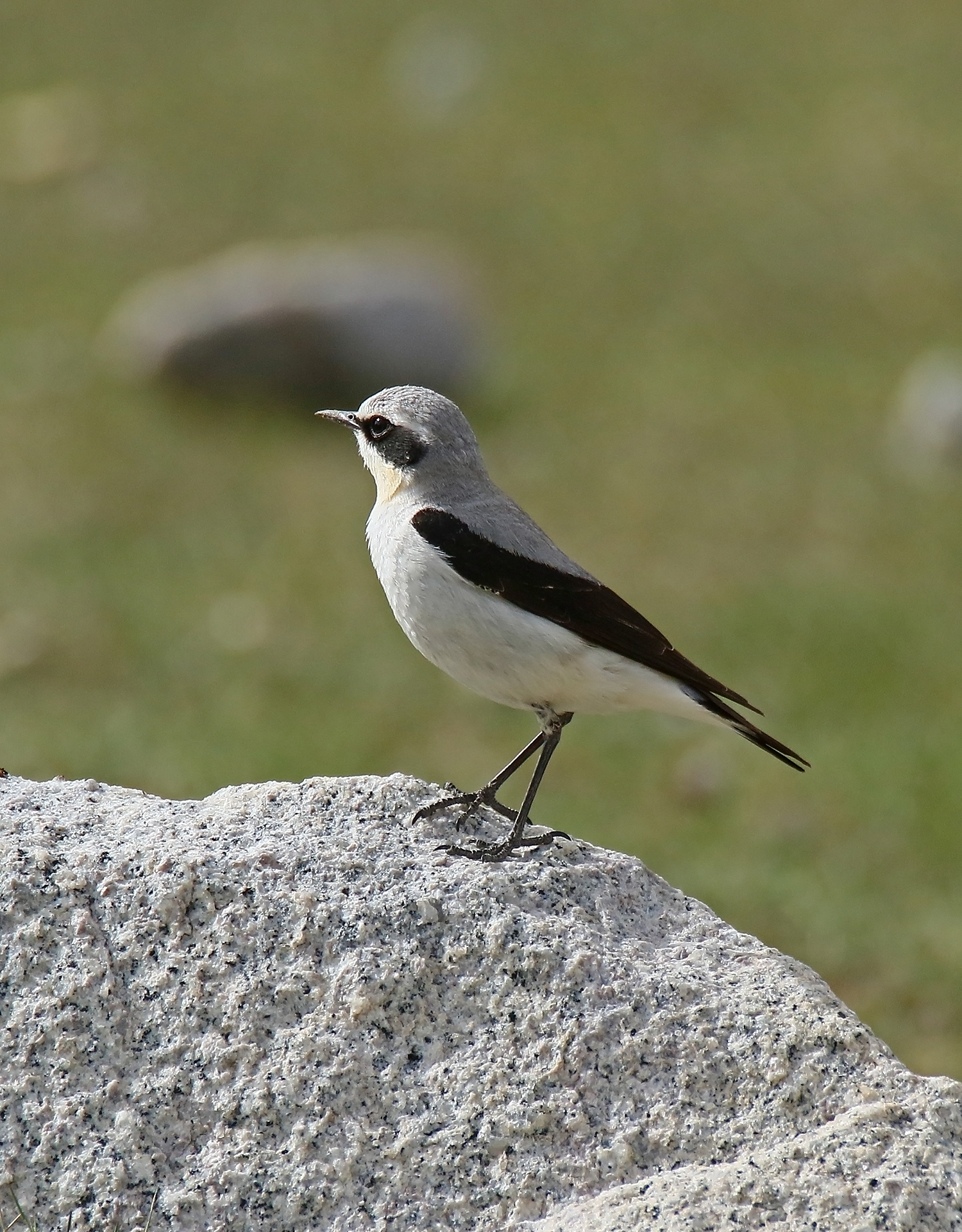
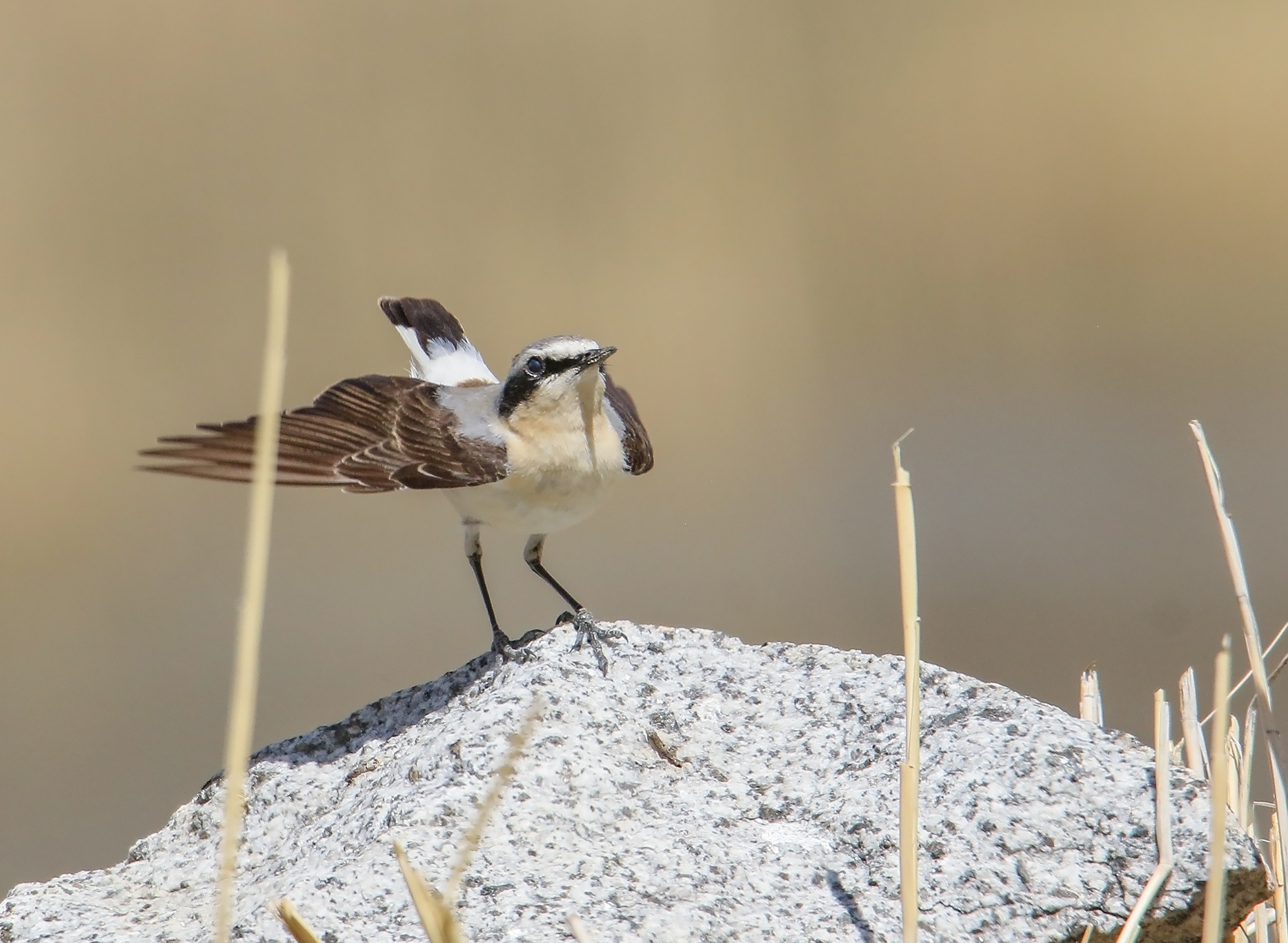
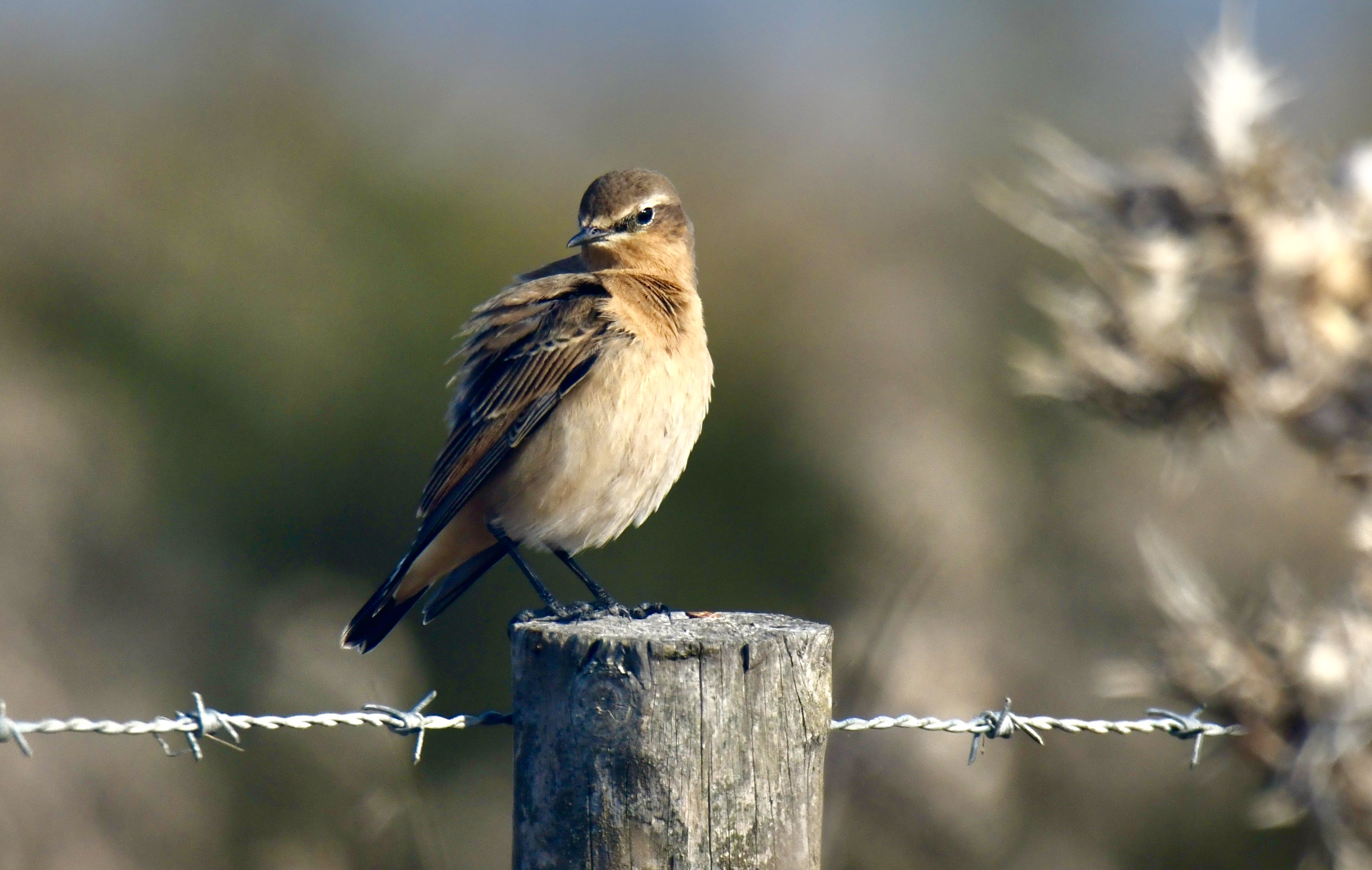
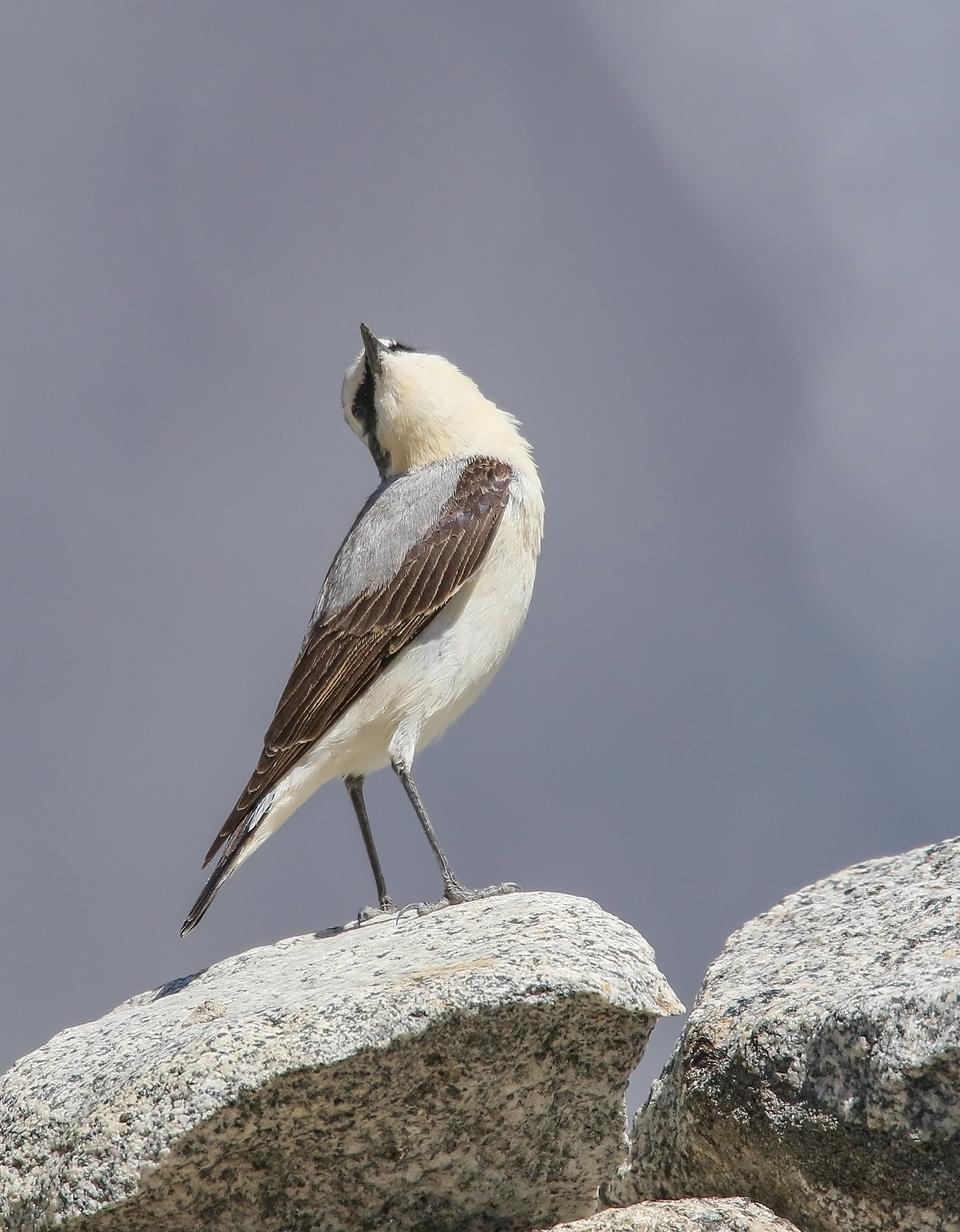
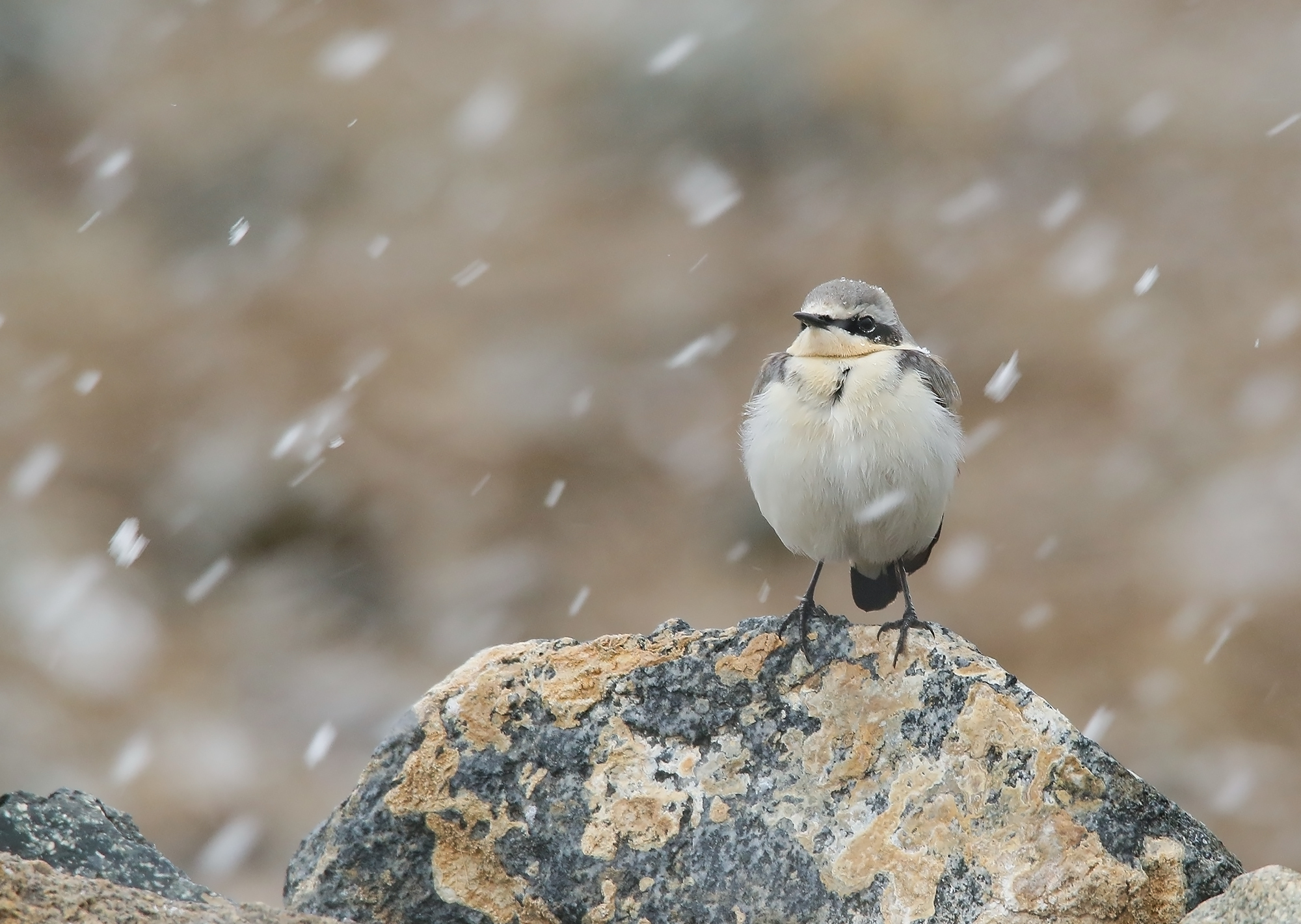
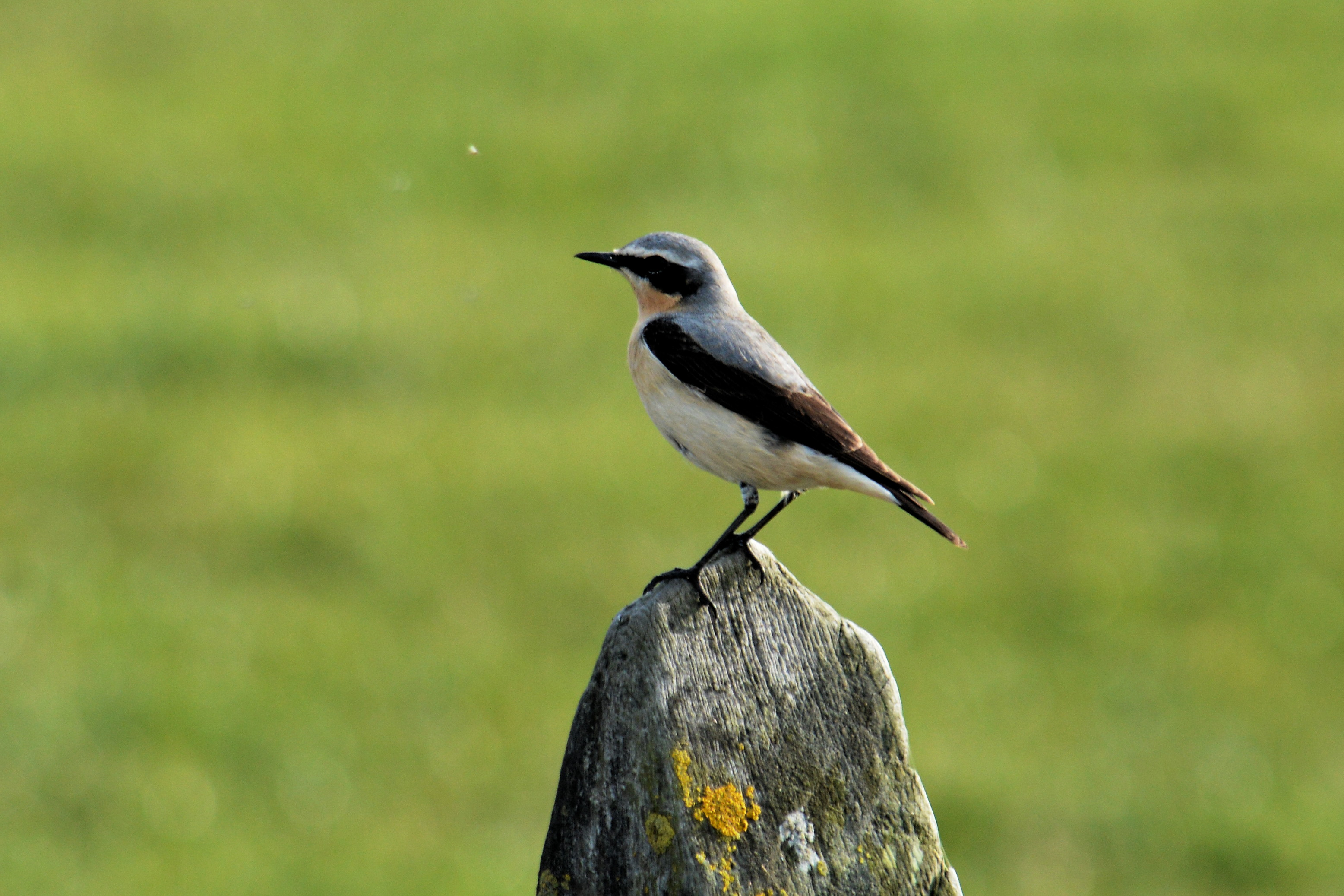
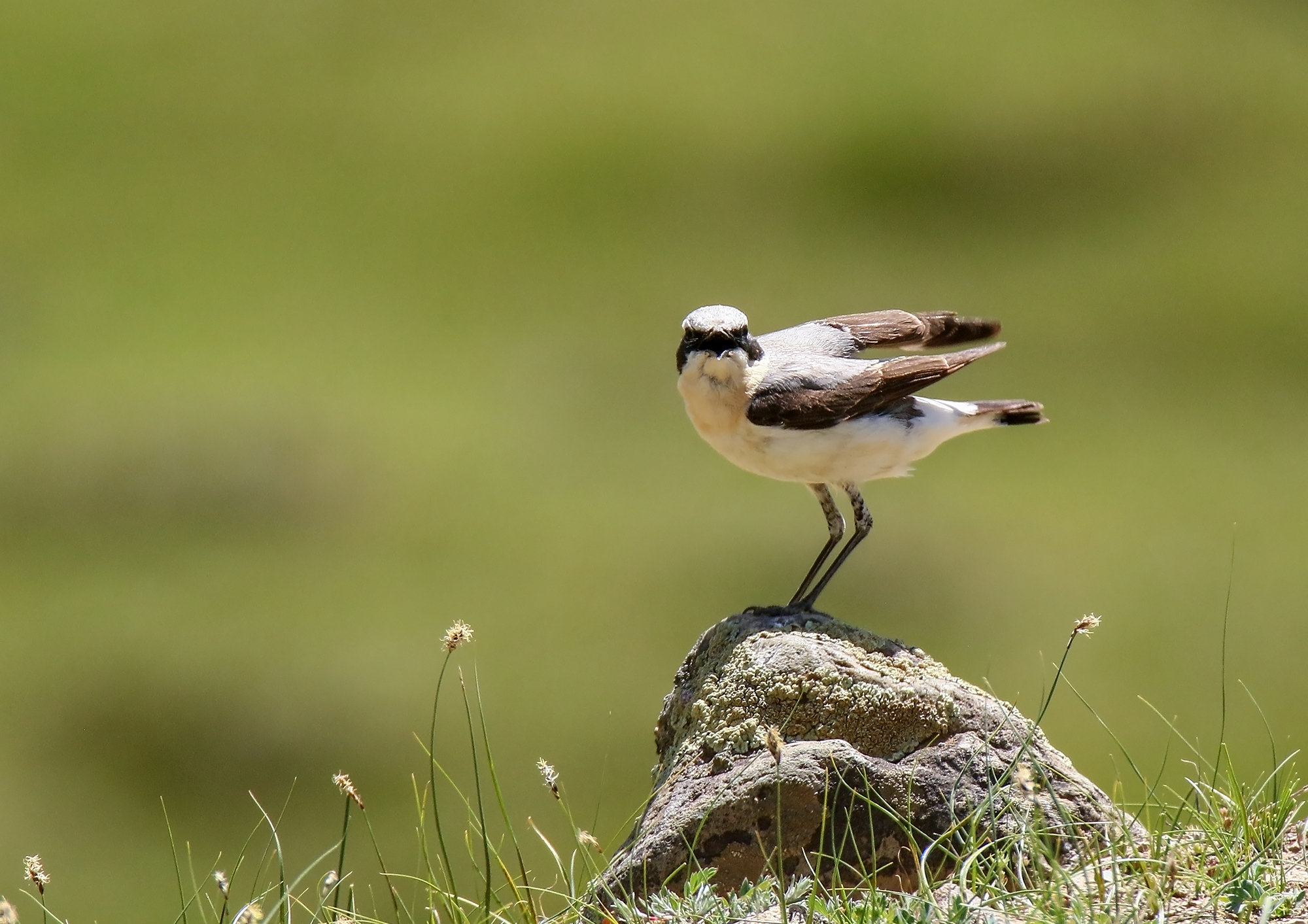
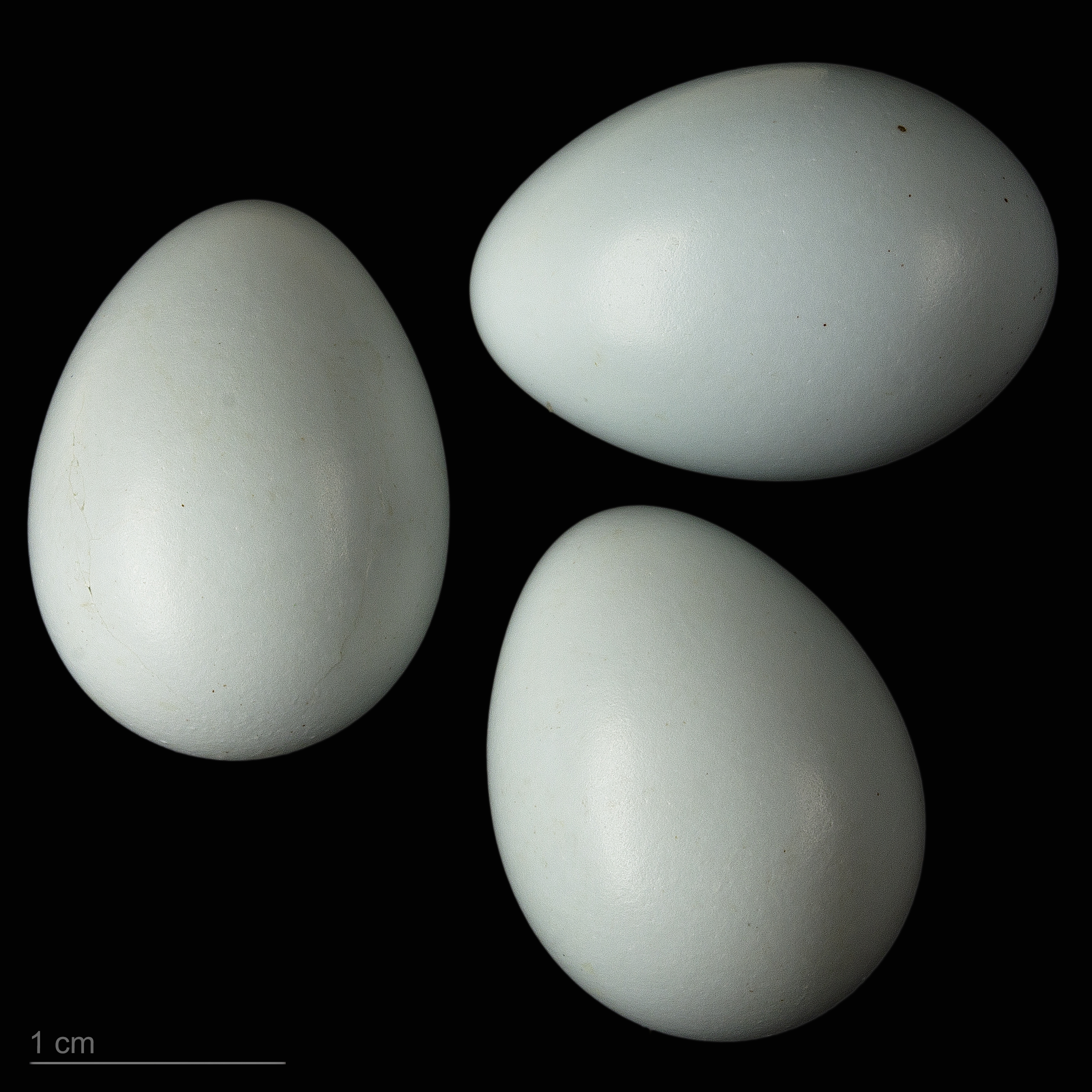
Oenanthe oenanthe oenanthe